# Horst Prießnitz
Horst Prießnitz (* 1. Juli 1940 in Königshütte/Oberschlesien) ist ein deutscher Anglist und Hochschullehrer.

## Leben und Wirken
Horst Prießnitz studierte nach seiner Reifeprüfung 1961 in Bad Driburg zunächst Katholische Theologie und Philosophie an einer Ordenshochschule im österreichischen Mödling und wechselte dann 1964 an die Universität Münster nach zweisemestrigem Theologiestudium Anglistik und Germanistik. 1965 setzte er sein Studium an der Universität Marburg/L. fort und war dort ab 1969 als wissenschaftlicher Assistent tätig. 1969 legte er das erste Staatsexamen für den höheren Schuldienst ab und promovierte dann 1971 bei Horst Oppel mit einer Arbeit über die „Studien Leistung und Form der Sprache in zeitgenössischer anglo-amerikanischer und deutscher Lyrik“. Seine Habilitation erfolgte dort 1973. Seit 1972 war er an der Bergischen Universität Wuppertal tätig, zunächst als Dozent, dann als Professor für Anglistik.
Prießnitz beschäftigt sich in seinen Veröffentlichungen vor allem mit der englischen Gegenwartsliteratur und den englischsprachigen Literaturen außerhalb Großbritanniens, vor allem in Australien. Von 1989 bis 1993 war er Vorsitzender der Gesellschaft für Australienstudien.

## Veröffentlichungen (Auswahl)
- Die englische Literatur 1910–1918. In: Helmut Kreuzer (Hrsg.): Jahrhundertende - Jahrhundertwende (= Neues Handbuch der Literaturwissenschaft, Bd. 19). Akademische Verlags-Gesellschaft, Wiesbaden 1976, S. 327–364, ISBN 3-7997-0136-2.

- (Hrsg. u. Mitautor): Das englische Hörspiel. Bagel, Düsseldorf 1977, ISBN 3-513-02224-7.
- (Hrsg., mit Heinz Kosok): Literaturen in englischer Sprache. Ein Überblick über englischsprachige Nationalliteraturen außerhalb Englands (= Schriftenreihe Literaturwissenschaft, Bd. 5). Bouvier, Bonn 1977, ISBN 3-416-01308-5 (darin Horst Priessnitz: Die Literatur Australiens, S. 177–198, Die Literatur Neuseelands, S. 199–218).
- Das englische "radio play" seit 1945. Typen, Themen und Formen. Erich Schmidt Verlag, Berlin 1978, ISBN 3-503-01273-7 (= Habilitationsschrift Universität Marburg/L.).
- (Hrsg.): Anglo-amerikanische Shakespeare-Bearbeitungen des 20. Jahrhunderts (= Ars interpretandi, Bd. 9). Wissenschaftliche Buchgesellschaft, Darmstadt 1980, ISBN 3-534-07879-9.
- Australien. In: Jürgen Schäfer (Hrsg.): Commonwealth-Literatur (= Studienreihe Englisch, Bd. 43). Bagel, Düsseldorf 1981, S. 26–63, ISBN 3-513-02293-X.
- Auf der Suche nah einer Vergangenheit. Natur als Geschichtsersatz in australischen Gedichten des 20. Jahrhunderts. In: Günther Ahrends/Hans Ulrich Seeber (Hrsg.): Englische und amerikanische Naturdichtung im 20. Jahrhundert. Narr, Tübingen 1985, S. 195–212, ISBN 3-87808-874-4.
- Barry Bermange. Eine Beschreibung seines bühnen-, funk- und fernsehdramatischen Werkes (= Medienbibliothek, Serie B, Bd. 9). Narr, Tübingen 1986, ISBN 3-87808-789-6.
- Zukunftsperspektiven der Anglistik. In: Anglia, Bd. 104 (1986), S. 423–444.
- Was ist 'koloniale' Literatur? Vorüberlegungen zu einem intertextuellen historiographischen Modell am Beispiel der angloaustralischen Literatur. In: Poetica, Bd. 19 (1987), S. 56–87.
- ‚Literarische Raumerschließung‘ oder; Der Diskurs mit dem Land in Ludwig Leichhardts Reisebeschreibungen und in australischen Leichhardt-Gedichten des 19. und 20. Jahrhunderts. In: Gerhard Stilz (Hrsg.): Australienstudien in Deutschland. Grundlagen und Perspektiven (= Deutsch-Australische Studien, Bd. 1). Lang, Bern u. a. 1990 S. 117–146, ISBN 3-261-04209-5.
- German poetry in Australia. A checklist of literary translations, adaptations and comments by Australian authors. National Centre for Australian Studies, Centre for Bibliographical and Textual Studies, Monash University, Clayton 1995, ISBN 0-7326-0893-7.
- Wie kann man die verschiedenen englischen Literaturen in die anglistische Forschung und Lehre einbeziehen? In: Barbara Korte/Klaus Peter Müller (Hrsg.): Anglistische Lehre aktuell. Probleme, Perspektiven, Praxis. Wiss. Verlag Trier, Trier 1995, S. 183–194, ISBN 3-88476-155-2.
- (mit Marion Spies): Neuere Informationsmittel zur Literatur Australiens. Ein bibliographischer Essay (= Anglophone Literaturen, Bd. 3). Lit, Hamburg 1996, ISBN 3-8258-3169-8.
- Die Terranglia als System. Literarische Kohärenz- und Dezentralisierungsmarkierungen in dominant anglo-europäischen Palimpsestkulturen. Narr, Tübingen 1999, ISBN 3-8233-5195-8.